# Friedrich Traugott Wahlen
Friedrich Traugott Wahlen (10 de abril de 1899 – 7 de novembro de 1985) foi um político da Suíça.
Foi eleito para o Conselho Federal suíço em 11 de Dezembro de 1958, e terminou o mandato a 31 de Dezembro de 1965.
Foi Presidente da Confederação Helvética em 1961.